# متلازمة فيسكوت آلدريك
متلازمة فيسكوت آلدريك أو متلازمة فيسكوت ألدريتش هي مرض وراثي نادر مرتبط بكروموسوم جنسي X متنحي يتميز بحدوث إكزيما وقلة الصفيحات الدموية ونقص المناعة وإسهال دموي (نتيجة لقلة الصفيحات الدموية). يطلق عليها أيضا اسم متلازمة الإكزيما – قلة الصفيحات الدموية – نقص المناعة كما وصفها ألدريخ عام 1954. قد تتمثل اختلالات نقص الصفيحات الدموية المرتبطة بكروموسوم إكس ونقص العدلات المرتبط بكروموسوم إكس من خلال حدوث أعراض متشابهة لكن أقل شدة ويسببها حدوث طفرات في نفس الجين.

## العلامات والأعراض
نظرا لطريقة توارث المتلازمة، فإن الغالبية العظمى من المصابين ذكور. العلامات الأولى لمتلازمة ويسكوت ألدريخ هي النمشات النزفية والكدمات الناتجة عن قلة الصفيحات الدموية. من الشائع حدوث نزيف أنفي تلقائي وإسهال دموي. تنشأ الإكزيما خلال الأشهر الأولى من الحياة. تنشأ العدوى البكتيرية المتكررة عند سن 3 شهور. لايُعد تضخم الطحال أحد الأعراض المستبعدة. يحدث لمعظم الأطفال المصابين بمتلازمة ويسكوت ألدريخ واحدة على الأقل من اضطرابات المناعة الذاتية والسرطانات (الورم اللمفي وابيضاض الدم بشكل رئيسي) في نسبة تصل إلى ثلث المرضى.
تنخفض نسبة الكريينات المناعية م بينما ترتفع نسبة الكريينات المناعية أ والكريينات المناعية هـ بينما تتواجد الكريينات المناعية ج بمستويات مرتفعة أو منخفضة.

## التشخيص
يتم التشخيص بناء على المعاملات الإكلينيكية وشريحة الدم ومستويات جلوبيولين مناعي منخفضة. وبشكل قياسي فإن مستويات الكريين المناعي م تكون منخفضة، مع مستويات كريين مناعي أ مرتفعة ومستويات كريين مناعي هـ قد تكون مرتفعة؛ يُلاحظ وجود بارابروتينات بين الحين والآخر. قد يوضح اختبار مناعة الجلد (اختبار الحساسية(انخفاض في الحساسية. من الواجب تذكر أنه ليس من الحتمي أن يكون لجميع المرضى تاريخ عائلي موجب حيث أنهم قد يكونوا أول من تعرض للطفرة الجينية. قد يُشتبه غالبا في ابيضاض الدم بشكل مبدئي على أساس قلة الصفائح الدموية والعدوى وقد يتم أخذ خزعة من نقى العظام. تزودنا المستويات المنخفضة من بروتين متلازمة ويسكوت ألدريخ و/ أو تأكيد حدوث الطفرة الجينية المسببة بأكثر التشخيصات دقة.
يستطيع التحليل التعاقبي تحديد الاختلالات المرتبطة بمتلازمة ويسكوت ألدريخ مع نقص الصفيحات الدموية المرتبط بكروموسوم إكس ونقص العدلات الخلقي المرتبط بكروموسوم إكس.يستطيع التحليل التعاقبي لجين متلازمة ويسكوت ألدريخ تحديد حوالي 98% من الطفرات في الذكور و 97% من الطفرات في الإناث حاملي الجين. ولأن أعراض نقص الصفيحات الدموية المرتبط بكروموسوم إكس ونقص العدلات المرتبط بكروموسوم إكس قد تكون أقل ضراوة من متلازمة ويسكوت ألدريخ الكاملة ولأن الإناث الحاملين للجين لاتظهر عليهم الأعراض عادة يصبح التشخيص الإكلينيكي مبهما. في تلك الحالات قد يتم استخدام الاختبار الجيني في تشخيص الاضطرابات المتعلقة بمتلازمة ويسكوت ألدريخ.

## التصنيف
قام جين وآل (2004) بتوصيف درجات لضرواة المرض.
- 0.5 : نقص متقطع في الصفائح الدموية
- 1,0: نقص وصغر الصفائح الدموية
- 2,0 : نقص وصغر حجم الصفائح الدموية مع إكزيما ذات استجابة طبيعية أو عدوى عرضية في القناة التنفسية العلوية
- 2,5: نقص وصغر حجم الصفائح الدموية مع إكزيما شديدة لكن تستجيب للعلاج أو عدوى في القناة التنفسية العلوية تتطلب مضادات حيوية
- 3,0: نقص وصغر حجم الصفائح الدموية مع كل من إكزيما وعدوى في القناة التنفسية العلوية تتطلب مضادات حيوية
- 4,0: نقص وصغر حجم الصفائح الدموية مع إكزيما مستمرة تتطلب العلاج و/أو عدوى شديدة تهدد الحياة
- 5,0: نقص وصغر حجم الصفائح الدموية مع مرض مناعة ذاتية أو سرطان

## علم الأمراض
في متلازمة ويسكوت ألدريخ، تكون الصفائح الدموية صغيرة ولا تعمل بشكل صحيح. يتم إزالة الصفائح الدموية بواسطة الطحال الذي يؤدي إلى نقص عدد الصفائح الدموية.
في 1994 تم ربط متلازمة ويسكوت ألدريخ بطفرات في جين موجود على الذراع القصير من كروموسوم اكس ولاحقا تم إطلاق اسم بروتين متلازمة ويسكوت ألدريخ. في وقت لاحق تم اكتشاف أن نقص الصفائح الدموية المرتبط بكروموسوم إكس حدث بسبب طفرات في ذلك البروتين لكنها مختلفة عن تلك التي تسبب متلازمة ويسكوت ألدريخ الكاملة. علاوة على ذلك تم ربط نقص العدلات المرتبطة بكروموسوم إكس بطفرات محددة في جين بروتين متلازمة ويسكوت ألدريخ.
يقوم جين بروتين متلازمة ويسكوت ألدريخ بوضع شفرة لبروتين يحمل نفس الاسم ذو سلسلة أحماض أمينية بطول 502 حمض ويتم التعبير عنه بشكل رئيسي في الخلايا المخلقة لمكونات الدم. والآن لا تزال وظيفته المحددة قيد الفحص إلا أنه تم اقتراح توصيل الإشارة والحفاظ على الهيكل الخلوي.
يحدث نقص المناعة نتيجة انخفاض إنتاج الأجسام المضادة على الرغم من إصابة الخلايا التائية أيضا (مما يجعله نقص مناعة مركب) يؤدي ذلك إلى زيادة التقاط العدوى على الأذنين وفي الجيوب بشكل خاص. الخلايات التائية ليست قادرة على التعرف على هيكل الأكتين الخلوي خاصتها. يرتبط نوع الطفرة بجين بروتين متلازمة ويسكوت ألدريخ بشكل كبير مع درجة الشدة: ويؤدي ذلك إلى إنتاج بروتين مقتطع يؤدي إلى أعراض أكثر وضوحا من تلك المصاحبة لطفرة مغلطة مع بروتين متلازمة ويسكوت ألدريخ. على الرغم من أن أمراض المناعة الذاتية والسرطانات تحدث في نوعي الطفرة كليهما لذلك فإن هؤلاء المرضى ذوي بروتين متلازمة ويسكوت ألدريخ يصبحون أكثر عرضة.
تم التعرف على جزيء ليكوسيالين المصاحب في المرضى المصابين بمتلازمة ويسكوت ألدريخ.

## العدوى
يقع الحدوث المركب لمتلازمة ويسكوت ألدريخ ونقص الصفائح الدموية المرتبط بكروموسوم إكس في حوالي 4 – 10 لكل مليون طفل مولود حي. ليس هناك عامل جغرافي.

## العلاج
يرتكز علاج متلازمة ويسكوت ألدريخ حاليا على تصحيح الأعراض. يتعين تجنب الإسبرين والأدوية المضادة للالتهاب الغير ستيرويدية حيث أنها قد تتداخل مع وظئفة الصفائح الدموية. قد تحمي الخوذة الواقية الأطفال من النزيف داخل الدماغ الذي ينتج من إصابات الرأس. قد يحتاج المرضى الذين يعانون من نقص عدد الصفائح الدموية بشكل شديد إلى نقل صفائح دموية أو استئصال الطحال. في المرضى الذين يحدث لهم عدوى متكررة يمكن إعطائهم جلوبيولينات مناعية داخل الوريد من أجل تقوية الجهاز المناعي. قد يحتاج فقر الدم الناتج من النزيف إلى الإمداد بالحديد أو نقل الدم.
حيث أن متلازمة ويسكوت ألدريخ هي مبدئيا اضطراب في الأنسجة المكونة للدم، يمثل نقل الخلايا الجذعية المكونة لمكونات الدم الذي يتم عن طريق حبل دم أو نقل نقي العظم الأمل الوحيد الحالي في الشفاء. قد ينصح بذلك في المزودين متطابقي مستضد الخلايا البيضاء البشرية والمزودين الأشقاء المتطابقين أو في حالات التطابق الغير مكتمل إذا كان عمر المريض 5 سنين أو أقل.
بدأت دراسات تصحيح متلازمة ويسكوت ألدريخ باستخدام العلاج بالجينات باستخدام الفيروسات البطيئة.

## تاريخ المرض
سميت المتلازمة بذلك الاسم نسبة لدكتور روبرت أندرسون ألدريخ (1917 – 1998)، طبيب أطفال أمريكي قام بوصف المرض في عائلة من الألمان الهولنديين عام 1954، [1] ودكتور ألفريد ويسكوت (1898 – 1978)، طبيب أطفال ألماني كان أول من لاحظ المتلازمة عام 1937. [10] وصف ويسكوت ثلاثة أشقاء لديهم نفس المرض بينما لم يصب أي من أخواتهم الإناث بالمرض. في عام 2006 قامت مجموعة بحثية ألمانية بتحليل أعضاء عائلة حالات ويسكوت الثلاثة وظنوا أنهم كانوا مشتركين في طفرة ذات نقلة إطارية جديدة من تتابع الحمض النووي الأول لجين متلازمة ويسكوت ألدريخ.

## وصلات خارجية
- GeneReviews/NIH/NCBI/UW entry on WAS-Related Disorders including Wiskott-Aldrich syndrome WAS X-linked thrombocytopenia XLT and X-linked congenital neutropenia XLN
- Immune Deficiency Foundation - Chapter VII, "The Wiskott-Aldrich Syndrome"